# Biandrate
Biandrate – miejscowość i gmina we Włoszech, w regionie Piemont, w prowincji Novara.
Według danych na rok 2004 gminę zamieszkiwały 1103 osoby, 91,9 os./km².